# Васко де Кірога
Васко де Кірога-і-Алонсо де ла Карцель (ісп. Vasco Vázquez de Quiroga y Alonso de la Cárcel, бл. 1470 —14 березня 1565) — церковний та державний діяч королівства Іспанія у 1513—1526 роках та віце-королівства Нової Іспанії у 1531—1535 роках. Мав прізвисько «Тато Васко».

## Життєпис

### В Іспанії та Алжирі
Походив зі знатної кастильсько-галісійської родини. Спочатку отримав домашню освіту. З 1488 року вивчав право у Саламанському університеті. З цього моменту опинився під впливом ідей Платона й Томаса Мора. У 1513 році був призначений інспектором Королівського суду і канцелярії в Вальядоліді. У 1515 році займався адвокатською практикою у Саламанці.
З 1520 року обіймав посаду судді в Орані (сучасний Алжир). У 1526 році представляв королівство Іспанію під час укладання мирного договору з Абу-Гамму III з династії Заянідів, султаном Тлемсена. По поверненню до Іспанії увійшов до королівського почту, здобув дружбу Хуан Діаса де Берналь Луко, члена Ради Індії, і Хуан Тавера, кардинала Толедо.
У 1530 році за порадою Педро Гонсалеса Мансо, єпископа Бадахоса, король Карл I призначає суддею Аудієнції (уряду) Нової Іспанії.

### Діяльність в Новій Іспанії
Того ж року прибуває до віце-королівства Нова Іспанія (частина північної та Центральної Америки). Тут він намагався втілити в життя погляди на ідеальний християнський устрій. Він заснував за власний кошт декілька «шпиталів Санта-Фе» — поселень, в яких внутрішнє життя будувалося за типом громад ранніх християн зі спільною працею і зрівняльним розподілом товарів. У 1532 році перше таке поселення було засновано біля Мехіко.
У 1533 році відвідав місто Цінцунцан, яке у 1534 році королівським наказом перейменовано на Мічоакан. У 1533 році призначається інспектором Мічоакана. У 1534 році виступав проти впровадження енкомьєнди, про що писав звернення Карлу I. У 1535 році склав повноваження судді Аудієнції з призначення першого віце-короля Антоніо де Мендоси. У 1536 році його кандидатуру погоджено на посаду єпископа Мічоакана, область яка охоплювала територію колишньої держави пурепеча.

### Єпископ
У 1538 році стає єпископом Мічоакана — Сумаррага, єпископ Мехіко офіційно висвятив його на цю посаду. Згодом переніс резиденцію єпископа з мічоакана до Пацкуаро. Тут продовжив політику заснування поселень-шпиталів — Санта-Фе-де-ла-Лагуна і Колегія де-Сан-Ніколас-Обіспо, які існують дотепер. У різних містах була впроваджена своя реміснича спеціалізація і спеціалізовані ринки, а також встановили низку норм для одягу, громадських робіт і власності, і навіть для шлюбних церемоній. Особлива увага приділялася вихованню дітей. Реалізація проект шпиталів тривала до 1565 року — смерті Кіроги.
У 1547 році брав участь в декількох засіданнях Тридентського собору. У 1554 році повернувся до Нової Іспанії. Під час зворотньої подорожі перебував на о. Гаїті (іспанському Санто-Домінго). Тут захопив саджанці бананів, яких натуралізував в Мічоакані. У 1555 році він взяв участь у першому засіданні провінційної ради Церкви.
Він помер у м. Уруапан. Його тіло зараз знаходиться в мавзолеї, у базиліці Богоматері, Пацкуаро. Є багато вулиць, шкіл, асоціацій, спілок, товариств і місця, які носять його ім'я в штаті Мічоакан.